# Bolesne skurcze przełyku
Bolesne skurcze przełyku (przełyk typu „dziadka do orzechów”, ang. painful esophageal peristalsis, nutcracker esophagus) – częste zaburzenie motoryki z silnymi skurczami dalszej części przełyku, ze średnim ciśnieniem perystaltycznym >180 mm Hg. Przyczyna choroby nieznana.
Objawy przypominają obrazem klinicznym chorobę refluksową przełyku i obejmują dysfagię oraz ból w klatce piersiowej. U niektórych pacjentów z bolesnymi skurczami przełyku współwystępuje zespół jelita drażliwego i fibromialgia.
W leczeniu stosuje się wstrzyknięcia botuliny i zabiegi chirurgiczne. Choroba może przejść w achalazję.